# 董海川
董 海川（とう かいせん、1797年?（1813年の説もあり） - 1882年）は、清時代の武術家・宦官。八卦掌の創始者。原名は「海」後に「海川」に改名。

## 略歴
中国河北省文安県朱家塢村人。家は貧しかったが、武術を好んだ。安徽九華山にて、「雲盤老祖」（別説では華澄霞（紅蓮長老））に出あい、その武術を伝授される。その後、日々練習を重ね、独自の工夫を加えて八卦掌を創造した。その後、北京に出向き、清朝の王族に認められ、絶技的武林大師と呼ばれる。
有名な弟子には、程廷華と尹福がいる。